# Dolichopeza linearis
Dolichopeza linearis är en tvåvingeart som beskrevs av Edwards 1932. Dolichopeza linearis ingår i släktet Dolichopeza och familjen storharkrankar. Inga underarter finns listade i Catalogue of Life.